# Sonoda Seiji
Seiji Sonoda (sinh ngày 30 tháng 11 năm 1988) là một cầu thủ bóng đá người Nhật Bản.

## Sự nghiệp câu lạc bộ
Seiji Sonoda đã từng chơi cho Tokyo Verdy.